# Johann Jakob Knechtenhofer
Johann Jakob Knechtenhofer (* 10. Januar 1790 in Hofstetten bei Thun; † 8. Januar 1867 ebenda) war ein Schweizer Leinwandhändler, Hotelier, Schifffahrtspionier und Politiker. Gemeinsam mit seinen Brüdern Johannes und Johann Friedrich prägte er die wirtschaftliche Entwicklung der Region Thun im 19. Jahrhundert massgeblich. Er war federführend beim Bau der Pension Bellevue, trieb die Dampfschifffahrt auf dem Thunersee voran und war als konservativer Berner Grossrat politisch aktiv.

## Familienhintergrund und Ausbildung
Die Familie Knechtenhofer erwarb 1604 das Bürgerrecht der Stadt Thun und war über Generationen hinweg vor allem als Metzger tätig. Johann Jakob war der älteste Sohn von Jakob Wilhelm Knechtenhofer (1766–1828) und Rosina Erb. Er hatte zwei Brüder: Johannes (1793–1865) und Johann Friedrich (1796–1871).
Obwohl die Familie ursprünglich aus der Metzgerei stammte, orientierte sich Johann Jakob früh in Richtung Handel und Wirtschaft. 1806 wurde er als stud. iuris an der Juristischen Fakultät in Bern (heute Universität Bern) registriert, was nicht nur eine juristische Ausbildung belegt, sondern auch die gehobene soziale Stellung der Familie sowie sein Interesse für neue Tätigkeitsgebiete. Diese Kenntnisse sollten ihm später als Unternehmer und Verhandlungspartner in geschäftlichen und politischen Fragen zugutekommen.

## Leinwandhandel und wirtschaftliche Aktivitäten
Nach seinem Studium stieg Johann Jakob in den Leinwandhandel ein. Gemeinsam mit seinen Brüdern betrieb er ein erfolgreiches Handelsunternehmen in Sumiswald, das sich auf die Produktion und den Verkauf von Leinwand spezialisierte. In dieser Zeit war die Leinwandherstellung ein massgeblicher Wirtschaftszweig im Berner Oberland, und die Knechtenhofers konnten sich als angesehene Kaufleute etablieren.
Ein wichtiger Meilenstein in der wirtschaftlichen Entwicklung der Familie war die Übergabe mehrerer Grundstücke in Hofstetten bei Thun durch Jakob Wilhelm Knechtenhofer an seine Söhne im Jahr 1827. Dieser Besitz, den Vater Knechtenhofer bereits 1813 erworben hatte, bildete die Grundlage für spätere unternehmerische Expansionen.

## Aufstieg in der Hotellerie: Pension Bellevue
Die Brüder Knechtenhofer erkannten früh das Potenzial des aufkommenden Tourismus und entschieden sich für den Einstieg in die Hotellerie. 1830 errichteten sie auf dem Grundstück Lindengut in Hofstetten das Gasthaus Bellevue, das sich schnell zu einer beliebten Unterkunft für wohlhabende Gäste entwickelte.
Johann Jakob übernahm bei diesem Projekt eine Schlüsselrolle – von der Finanzierung bis zur strategischen Ausrichtung. Die Pension Bellevue war nicht nur eines der ersten Hotels für die gehobenen ausländischen Gäste in der Region, sondern auch eine bewusste Investition in den aufblühenden Tourismus des 19. Jahrhunderts.
Neben dem Bau der Pension Bellevue erweiterten Johann Jakob und Johann Friedrich Knechtenhofer ihre Geschäftstätigkeit im Gastgewerbe durch den Erwerb des sogenannten Ländtehauses im Jahr 1831. Dieses Gebäude, eine ursprünglich einfache Wirtschaft am Ufer des Thunersees, diente als Anlaufstelle für Ruder- und Lastkähne. Nach umfassenden Umbauten entstand daraus das Gasthaus «Bateau à Vapeur».
Mit dieser Investition verfolgten die Knechtenhofers eine zweigleisige Strategie: Während die Pension Bellevue als Luxushotel vor allem wohlhabende Gäste und ausländische Reisende anzog, bot das Gasthaus «Bateau à Vapeur» eine preisgünstigere Alternative für regionale Besucher und Handelsreisende.

## Schifffahrtspionier auf dem Thunersee
Mit dem wachsenden Fremdenverkehr stieg der Bedarf an zuverlässigen Transportmöglichkeiten rund um den Thunersee. Zudem drohte die neue Strasse auf der südlichen Seeseite die Hotels der Knechtenhofers vom Verkehr abzuschneiden. Die Brüder Knechtenhofer machten aus der Not eine Tugend und investierten in die Dampfschifffahrt. 1835 nahmen sie das in Frankreich gebaute Dampfschiff «Bellevue» in Betrieb, womit sie eine Vorreiterrolle in der Region übernahmen.
Die Idee eines Dampfschiffdienstes auf dem Thunersee kann keinem einzelnen Bruder eindeutig zugeschrieben werden. Dennoch gilt Johann Jakob als führender Kopf hinter den meisten geschäftlichen Entscheidungen.

## Fusion zur Vereinigten Dampfschifffahrts-Gesellschaft für den Thuner- und Brienzersee (VDG)
Bis 1842 leistete die «Bellevue» wertvolle Dienste auf dem See, doch bald wurde die Konkurrenz stärker. Eine rivalisierende Gesellschaft in Thun plante den Bau eines grösseren Dampfschiffs bei Escher Wyss in Zürich, was gleichzeitig auch die Knechtenhofers im Sinn hatten. Durch die Vermittlung von Caspar Escher kam es schliesslich zu einem Zusammenschluss der Konkurrenten. Johannes und Johann Friedrich wurden zu Minderheitsaktionären der neuen Dampfschiffgesellschaft.

## Politisches Engagement
Neben seinen unternehmerischen Tätigkeiten war Johann Jakob Knechtenhofer auch politisch aktiv.  Er gehörte zunächst zur liberalen Elite der bernischen Landstädte und setzte sich für wirtschaftliche Stabilität ein, wechselte jedoch nach der Gründung des Bundesstaates ins konservative Lager. Seine politische Laufbahn umfasste folgende Stationen:
- Mitglied des Grossen Stadtrats von Thun[3]
- 1831 Verfassungsrat des Kantons Bern[3]
- 1831–1845 und 1850–1862 konservativer Berner Grossrat[3]

## Beteiligung am Hotel des Alpes
Johann Jakob Knechtenhofer war möglicherweise über familiäre Verbindungen am Hotel des Alpes beteiligt. Sein Sohn Jakob Friedrich Knechtenhofer war mit Katharina Hofstetter verheiratet, der damals neuen Besitzerin des Hotels. Da die Knechtenhofer-Familie mit dem Hotel Bellevue bereits in der Hotellerie verankert war und über entsprechende Mittel verfügte, ist es denkbar, dass Johann Jakob Knechtenhofer über diese Verbindung ebenfalls Anteile am Hotel des Alpes hielt.

## Lebensende
Johann Jakob Knechtenhofer verstarb am 8. Januar 1867 in Hofstetten bei Thun, nur zwei Tage vor seinem 77. Geburtstag. Sein Tod markierte das Ende einer Ära für die Tourismusentwicklung in der Region Thun, die er gemeinsam mit seinen Brüdern massgeblich geprägt hatte. Knechtenhofer hinterliess ein bedeutendes Erbe in der Hotellerie und Schifffahrt des Berner Oberlandes.